# ترکان جوان

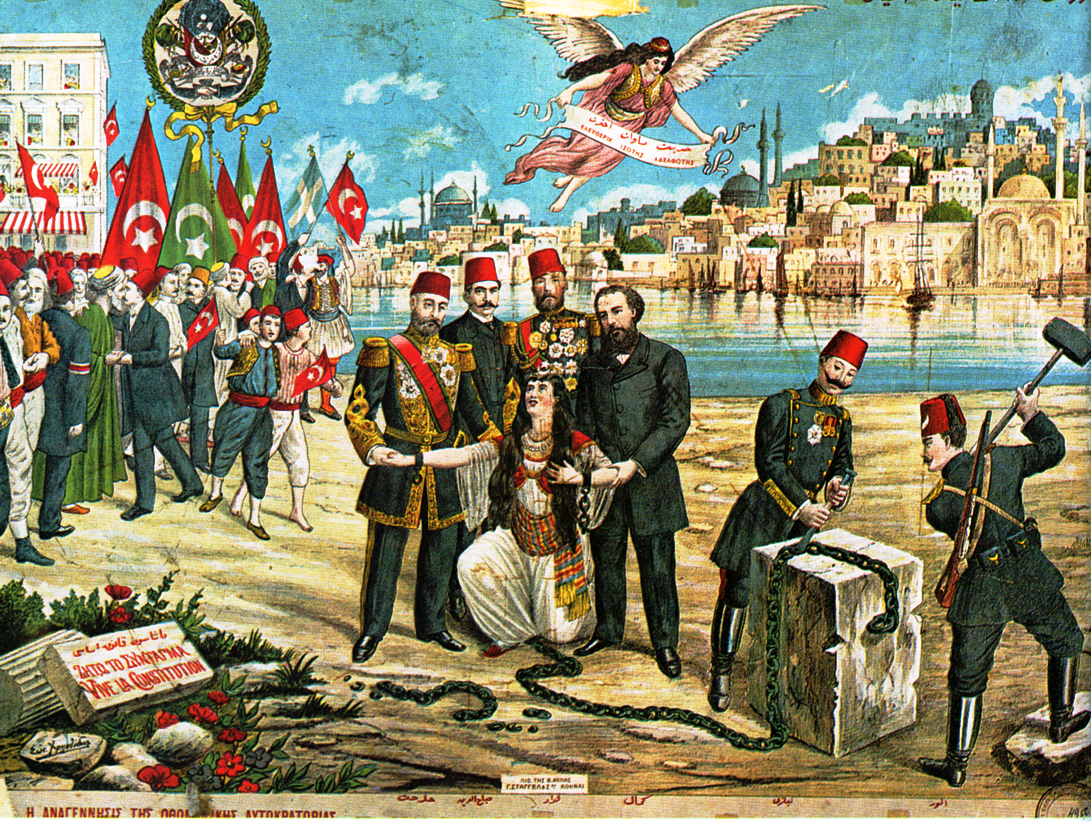
تصویری از شعارهای تحولات در زمان ترکان جوان آزادی، برابری، برادری (حریت، مساوات، اخوت)

ترکان جوان (به ترکی: Jön Türkler، برگرفته از فرانسوی: Jeunes Turcs) نام عمومی ائتلافی از چند گروه سیاسی تجددگرا اعم از ملی‌گرا، مشروطه‌خواه و اصلاح‌طلب است که در پایان سدهٔ نوزدهم و آغاز سدهٔ بیستم در ترکیهٔ عثمانی فعالیت می‌کردند.
در سال ۱۸۸۹ میلادی، این جنبش در میان دانش‌آموختگان نظامی آغاز شد و به قشرهای دیگر جامعه گسترش پیدا کرد و به جنبشی علیه سلطان عبدالحمید دوم تبدیل شد. ترکان جوان در سال ۱۹۰۶، جمعیت اتحاد و ترقی را به‌طور رسمی پایه گذاشتند و یکی از جریان‌های اصلی سیاسی و فرهنگی اواخر دورهٔ عثمانی به‌شمار می‌رفتند. از میان آن‌ها، سه پاشا (محمد طلعت پاشا، انور پاشا، احمد جمال پاشا)، از زمان کودتای ۱۹۱۳ تا پایان جنگ جهانی اول بر قلمروی عثمانی حکم راندند.
دورهٔ فعالیت این جریان که گروه‌ها و جمعیت‌ها و سازمان‌های سیاسی چندی را در درون و بیرون ترکیه در بر می‌گرفت، به‌طور کلی به سه دوره تقسیم می‌شود:
1. از اوایل دههٔ ۱۸۶۰ تا ۱۸۷۸
2. از ۱۸۷۸ تا ۱۹۰۸
3. از ۱۹۰۸ تا ۱۹۱۸.

## دورهٔ اول
در این دوره که با سال‌های پایانی عصر تنظیمات مقارن است، فضای باز حاصل از اصلاحات سبب شد تا گروهی از روشنفکران امپراتوری عثمانی تحت تأثیر روشنگری غربی به ترویج افکار آزادی‌خواهانه و اصلاح‌طلبانه در مطبوعات بپردازند. این گروه، که «اتحادیهٔ وطن‌پرستان» یا «جمعیت اتفاق حمیّت» نامیده می‌شد، در ژوئن ۱۸۶۵ با شرکت شش جوان، از جمله نامق کمال (۱۸۴۰–۱۸۸۸) در استانبول تشکیل گردید. رشد و توسعهٔ سریع گروه و تمایل بعضی از دولتمردان، آن را در معرض فشار قرار داد و بعضی از رهبران آن چون نامق کمال و ضیاءبیک (ابوضیا توفیق) و علی سُعاوی به نواحی دوردست عثمانی تبعید شدند. آنان در ۱۸۶۷ به پاریس مهاجرت کردند. حضور و فعالیت‌های سیاسی آنان و همفکرانشان در اروپا اصطلاح ژؤن ترک (به زبان فرانسه یعنی ترک‌های جوان) را پدیدآورد.
مصطفی فاضل پاشا از وزرای دربار عثمانی، که خود از جانشینی برادرش اسماعیل پاشا، خدیو مصر، محروم شده و به دشمنی با سلطان و صدراعظم عثمانی برخاسته و به فرانسه گریخته بود، با انتشار نامهٔ سرگشاده‌ای به زبان فرانسوی خطاب به سلطان عبدالعزیز در روزنامهٔ لیبرته، ضمن انتقاد از نظام استبدادی و طرفداری از اصلاحات و دموکراسی، احتمالاً به تقلید از اصطلاحاتی چون ایتالیای جوان، فرانسهٔ جوان، آلمان جوان، هواداران و پشتیبانان خود در ترکیهٔ عثمانی را ژؤن ترک و خویشتن را نمایندهٔ ترکیه جوان معرفی کرد. این اصطلاح در مطبوعات و تاریخ‌نگاری اروپا متداول، و با همان تلفظ (ژؤن ترکلر) یا ترجمهٔ آن (گنج ترک‌لر) وارد زبان ترکی شد. جمعیتی هم که در ۱۲۸۴/۱۸۶۷ با شرکت نامق کمال و چند تن از مهاجران مشروطه‌خواه به ریاست مصطفی فاضل پاشا تشکیل شد، تحت تأثیر همین عنوان خود را ینی عثمانلی‌لار (به ترکی یعنی نوعثمانیان، عثمانیان نو) نامیدند. آنان اصطلاح ژؤن ترک را نیز عیناً در سر لوحهٔ نشریات خود می‌آوردند.
نوعثمانیان در اروپا با انتشار روزنامه‌هایی چون مخبر و حریت در لندن به ترویج افکار خود پرداختند. اصول عمومی و مشترک آنان عبارت بود از خواست «نظامات اساسیه» (قانون اساسی)، «نظام سربستانه» (دموکراسی) و «شورای امت» (مجلس ملی). البته میان آنان اختلافاتی نیز وجود داشت؛ مثلاً، در حالی که نامق کمال و ضیاءبیک مخالف جدایی امور دینی از امور دولتی بودند و از «اصول مشورت» براساس دین جانبداری می‌کردند، بعضی دیگر چون مصطفی فاضل پاشا و سعاوی نظری برخلاف آنان داشتند. دربارهٔ راه رسیدن به حکومت مشروطه هم بعضی به مبارزهٔ سیاسی و فکری اعتقاد داشتند، اما بعضی دیگر طرفدار شدت عمل و مبارزهٔ مسلحانه بودند.
از آن‌جا که جنبش اعتراضی نوعثمانیان در اروپا به کمک‌های مالی فاضل پاشا وابسته بود، پس از سازش فاضل پاشا با سلطان عبدالعزیز و بازگشتش به عثمانی در ۱۸۶۷، نوعثمانیان به‌تدریج از هم فروپاشیدند و عده‌ای از آنان از جمله نامق کمال و ضیا پاشا به استانبول بازگشتند و به رغم ممیزی و تهدید و تبعید از آرمان آزادی‌خواهانه خود، که در فراهم آوردن زمینهٔ فکری جنبش مشروطیت اول عثمانی (۱۸۷۶–۱۸۷۸) بی‌تأثیر نبود، دفاع کردند. با شکست مشروطیت اول عثمانی و آغاز دورهٔ سی‌سالهٔ استبداد عبدالحمیدی (۱۸۷۶–۱۹۰۹) جمعیت نوعثمانیان نیز با تبعید رهبران آن از استانبول، از هم پاشید.

## دورهٔ دوم
در این دوره، ترک‌های جوان جمعیت‌ها و سازمان‌هایی را در درون و بیرون عثمانی تشکیل دادند.
سلطان عبدالحمید دوم در نخستین دههٔ سلطنتش، که در ۱۸۷۶ آغاز شده بود، با جنبش سازمان‌یافتهٔ تهدیدکننده‌ای مواجه نشد، اما در همین سال‌ها هستهٔ نخستین گروه زیرزمینی ضد رژیم این دوره با شرکت چهار دانشجوی مکتب طبیهٔ حَربیه به نام‌های ابراهیم تِمو (آلبانیایی‌تبار)، محمدرشید (اهل قفقاز)، عبدالله جودت و اسحاق سکوتی (هر دو کُرد) و احتمالاً علی حسین‌زاده باکویی و حکمت امین و اسماعیل ابراهیم در مه ۱۸۸۹ در استانبول تشکیل گردید. این جمعیت که نامش «اتحاد عثمانی» بود و بعدها به «اتحاد و ترقی» تغییر نام یافت، به‌سرعت در مدارس نظامی و عالی توسعه یافت و از طریق دفتر پست فرانسوی، فارغ از نظارت رژیم، با گروه متشکل و نوبنیاد مهاجران و تبعیدیان سیاسی عثمانی در پاریس ارتباط برقرار کرد. خلیل غانم، نمایندهٔ پیشین مجلس عثمانی، در همین روزگار مجله‌ای به نام ترکیهٔ جوان در پاریس منتشر می‌کرد. احمدرضا که در ۱۸۸۹ به پاریس مهاجرت کرده بود، به تقاضای کمیتهٔ مرکزی جمعیت در ۱۸۹۴ به‌طور رسمی به آن پیوست.
احمدرضا، که به فلسفهٔ اگوست کنت گرایش داشت و مقالاتش در ارگان پوزیتیویست‌های فرانسه به چاپ می‌رسید، در ۱۸۹۵ نشریهٔ مشورت را که هر پانزده روز یک بار به ترکی و با ضمیمه‌ای به فرانسه منتشر می‌شد، به اتفاق خلیل غانم و تنی چند از اعضای دیگر ترکان جوان راه انداخت. این نشریه اگرچه ارگان «جمعیت اتحاد و ترقی» عثمانی بود، تحت تأثیر سردبیرش، احمدرضا، با شعار «انتظام و ترقی» و با تقویم ویژهٔ پوزیتیویست‌ها منتشر می‌شد. برنامهٔ جمعیت، که در شمارهٔ ۳ دسامبر ۱۸۹۵ آن به چاپ رسیده، به‌طور کلی و به ویژه ماده زیر آن، حاکی از تأثیر گرایش‌های پوزیتیویستی احمدرضاست:
«ما خواهان برانداختن خاندان حاکم کنونی (عثمانی) نیستیم؛ بلکه بر آن هستیم که بقای این خاندان برای بقای نظام ضرورت دارد. ما خواهان تبلیغ اندیشهٔ ترقی‌ای هستیم که از راه صلح و سازش به پیروزی می‌رسد. شعار ما انتظام و ترقی است. ما از امتیازاتی که با توسل به زور و خشونت کسب گردد، منزجریم … .»
در حالی که کمیتهٔ اتحاد و ترقی در خارج کشور، از عدم خشونت طرفداری می‌کرد، جمعیت اتحاد عثمانی که رهبری‌اش به دست افراد مبارزی چون حاجی احمد افندی و نائلی افندی افتاده بود، در داخل در تدارک کودتا بود؛ ولی با فاش شدن نقشهٔ کودتا، که قرار بود در اوت ۱۸۹۶ اجرا شود، بسیاری از دست‌اندرکاران آن بازداشت و تبعید شدند. جمعیت ضربهٔ سنگینی خورد و بیش از پیش سرّی شد.
در همین اوضاع، مراد که به مناسبت انتشار روزنامهٔ میزان به مراد میزانچی معروف شد، برای ادامهٔ انتشار روزنامه‌اش ابتدا به مصر گریخت و از آنجا به اروپا رفت و به کمیتهٔ اتحاد و ترقی پیوست. وی در اروپا رقیب عمدهٔ احمدرضا شد و میزان به عنوان دومین ارگان کمیته به مخالفت با مشورت پرداخت، اما حضور مراد که در میان هواداران ترک‌های جوان در خارج و داخل و به ویژه در میان قشرهای اسلامی نفوذ زیادی داشت، در اروپا و در سنگر مبارزه چندان نپایید و احمد جلال‌الدین پاشا فرستاده ویژهٔ سلطان به اروپا، با استفاده از نقاط ضعف مراد او را به بازگشت به عثمانی و درآمدن به خدمت سلطان راضی کرد. در مقابل، جناح احمدرضا، که به اندازهٔ مراد محبوبیت نداشت، به رغم تمام فشارها به مبارزه ادامه داد، اما دست کشیدن مراد و شماری از پیروانش و نیز عده‌ای دیگر در تابستان ۱۸۹۷ و پس از آن از مبارزه، ضربهٔ مخربی به جنبش ترک‌های جوان وارد کرد.
در اواخر ۱۸۹۹، در حالی که جنبش بر اثر ضربهٔ ۱۸۹۷ و ضربات بعدی متلاشی می‌شد، خبر فرار داماد محمودپاشا، شوهرخواهر سلطان، با پسرانش (صباح‌الدین و لطف‌الله) از کشور و پیوستن‌شان به احمدرضا و یاران اندک او، ضمن فرود آوردن ضربهٔ سنگینی بر اقتدار عبدالحمید، جانی نو در کالبد جنبش ترک‌های جوان دمید. از سه درباری فراری، صباح‌الدین به مبارزه با عبدالحمید ادامه داد، اما اختلاف عقیدهٔ وی با احمدرضا جنبش ترک‌های جوان را به دو قطب تقسیم کرد که این تفرقه تا پایان حکومت عثمانی باقی‌ماند. اختلاف اصلی آن‌ها بیشتر دربارهٔ دو موضوع بود:
1. احمدرضا از حکومتی متمرکز متشکل از همهٔ اتباع مسلمان، غیرمسلمان، ترک و غیرترک در قالب یک ملت نو، تحت حاکمیت خاندان عثمانی دفاع می‌کرد و تجزیه‌طلبی و حتی تقاضای خودمختاری اقوام و جمعیت‌های غیرترک را خیانت می‌دانست. اما صباح‌الدین از ایجاد یک حکومت غیرمتمرکز و نظام ایالتی سخن می‌گفت.
2. احمدرضا طرفدار مبارزهٔ سیاسی بدون توسل به خشونت و انقلاب خونین و عدم مداخلهٔ بیگانگان در تعیین مقدرات کشور بود، ولی صباح‌الدین از شدت عمل و مبارزهٔ مسلحانه و حتی کودتا و نیز مداخله قدرت‌های اروپایی برای سرنگون کردن سلطان عبدالحمید و نشاندن فرد دیگری از خاندان عثمانی به جای وی جانبداری می‌کرد.

همین دیدگاه‌ها در همایش اول ترک‌های جوان که از ۴ تا ۹ فوریهٔ ۱۹۰۲ در پاریس برگزار شد، سبب انشعاب نهضت ترک‌های جوان به دو شعبهٔ عمده گردید.
پس از آن صباح‌الدین، که طرفدارانش غالباً غیرترک و غیرمسلمان بودند و در همایش بیشترین تعداد را داشتند، اقدامات نافرجامی برای کودتای نظامی کرد و سرانجام نیز با تشکیل جمعیت «تشبث شخصی» در ۱۹۰۶ و انتشار روزنامهٔ ترقی به عنوان ارگان آن، راه خود را کاملاً از اتحاد و ترقی جدا کرد.
دومین همایش به ریاست صباح‌الدین و با شرکت جمعیت‌های تشبث شخصی و عدم مرکزیت، ترقی و اتحاد، حزب داشناکسیون (حزب ملی‌گرای ارمنی)، و چند انجمن و سازمان سیاسی دیگر در واپسین روزهای ۱۹۰۷ برگزار شد. موضوع اصلی این همایش در روزهای پرتب و تاب شورش‌های پراکنده، تهیهٔ برنامه‌ای برای سرنگون کردن سلطان عبدالحمید بود. این همایش که به دومین همایش لیبرال‌های عثمانی معروف شد، در حدود شش ماه پیش از به توپ بستن مجلس شورای ملی ایران، پیامی با امضای رؤسای آن، یعنی شاهزاده صباح‌الدین و احمدرضا و مالومیان (داشناک) به آن مجلس فرستاد و اظهار امیدواری کرد که «حکومت مشروطه که در قلمرو دولت عثمانی برقرار خواهد شد، دوستی میان دو مملکت همجوار را تقویت و به تمدن شرق خدمت» کند.
اگرچه پس از ضربهٔ ۱۸۹۷، جنبش ضد استبدادی ترک‌های جوان در عثمانی تا دو سه سال مانده به اعلان حریت در ۱۹۰۸، در حال رکود بود، مرکز ثقل جنبش در داخل و تأثیر گروه‌های خارج از کشور در آن کم بود. در ۱۹۰۴ و سال‌های پس از آن، تشکل‌هایی در میان دانش‌آموزان و دانشجویان مدارس عالی نظامی و غیرنظامی و روشنفکران در استانبول و شام و شهرهای روم ایلی به وجود آمد. در این میان، تشکیل «جمعیت حریت عثمانی» در سپتامبر ۱۹۰۶ در شهر بندری سلانیک با شرکت گروهی از افسران و کارمندان از اهمیت خاصی برخوردار است. همین جمعیت یک سال بعد با اعزام نمایندگانی به پاریس، با جمعیت ترقی و اتحاد عثمانی تماس گرفت و در نتیجه مذاکراتی که در پاریس و سلانیک صورت گرفت، آن دو جمعیت در سپتامبر ۱۹۰۷ متحد شدند و سازمان به وجود آمده از اتحاد آن دو، دارای دو مرکز داخلی و خارجی (در پاریس) شد. مرکز داخلی که در سلانیک مستقر بود استقلال نسبی داشت و با بخش ترکی روزنامهٔ «شورای امت»، که در پاریس منتشر می‌شد، همکاری می‌کرد. اهداف اصلی تعیین شده برای سازمان عبارت بود از: ۱) نجات وطن از وضع دشواری که گرفتارش شده بود؛ ۲) نجات ملت از ظلم و اسارت و تأمین زندگی شایسته برای آنان. رسیدن به این دو هدف، در گرو احیا و اجرای قانون اساسی بود. این سازمان نو، «ترقی و اتحاد عثمانی» نامیده شد. پس از اعلان مشروطیت بود که نام سازمان به «اتحاد و ترقی» تبدیل شد.
تصمیم جمعیت ترقی و اتحاد به خروج از حالت سرّی و پرداختن به فعالیت و مبارزهٔ علنی از مه ۱۹۰۸ و تشدید شورش‌ها در بخش اروپایی ترکیه، که نفوذ گروه‌های ترقی و اتحاد در آنجا و به ویژه در درون ارتش سوم مستقر در آنجا بیشتر بود، و افزایش نافرمانی‌ها در ارتش و فرار افسرانی چون نیازی و انور با افراد تحت فرمان و خودداری نیروهای اعزامی سرکوبگر از تیراندازی به شورشیان و پیوستن واحدهایی از آن‌ها به جنبش انقلابی در حال شکل‌گیری به رهبری ترک‌های جوان، خبر از حوادثی جدّی می‌داد.
سرانجام کمیتهٔ ترقی و اتحاد طی نشستی در ۲۳ ژوئیه با ارسال تلگرامی به دربار، سلطان را تهدید کرد که اگر تا یکشنبه (۲۶ ژوئیه) فرمان اعلان مشروطیت و برپایی مجلس مبعوثان را صادر نکند، حوادثی مغایر خواست و ارادهٔ سلطان اتفاق خواهد افتاد. عبدالحمید برای جلوگیری از توسعه و تشدید جنبش انقلابی، ناگزیر در ۲۳ جمادی ۱۳۲۶، مشروطیتی را که در حدود سی سال پیش سرکوب کرده بود، رسماً پذیرفت.

## دورهٔ سوم
این دوره، از انقلاب سال ۱۹۰۸ ترکان جوان و به قدرت رسیدن جمعیت اتحاد و ترقی، که بعداً تبدیل به حزب شد، تا شکست این جمعیت و از هم پاشیدن آن در ۱۹۱۸ را در بر می‌گیرد.